# Paul Koslo
Paul Koslo (Németország, 1944. június 27. – Lake Hughes, Kalifornia, 2019. január 9.) német születésű kanadai színész.

## Életpályája
Manfred Koslowski néven Németországban született. Film- és televíziós színészi pályája 1966-tól 2004-ig tartott.
Koslo a feleségével, Allaire Patersonnal a MET Theatre-ben közösen írt egy egyetlen női szereplős darabot (Purple Breasts), amely kritikus fogadtatásban részesült. A szerepet Allaire alakította.
1997-ben házasodtak össze. Egy gyermekük van. 
Koslo 2019. január 9-én, 74 éves korában hunyt el hasnyálmirigyrák következtében.

## Filmjei (válogatás)
| Év   | Cím                                  | Szerep               | Jegyzetek                               |
| ---- | ------------------------------------ | -------------------- | --------------------------------------- |
| 1969 | House of Zodiac                      |                      |                                         |
| 1970 | Nam's Angels                         | Limpy                |                                         |
| 1971 | Vanishing Point                      | Deputy Charlie Scott |                                         |
| 1971 | Scandalous John                      | Pipes                |                                         |
| 1971 | Az Omega ember                       | Dutch                |                                         |
| 1971 | The Birdmen                          | Davies               |                                         |
| 1971 | Welcome Home, Soldier Boys           | Shooter              |                                         |
| 1972 | Joe Kidd                             | Roy                  |                                         |
| 1973 | Lolly-Madonna XXX                    | Villum Gutshall      |                                         |
| 1973 | Cleopatra Jones                      | Gang Member          |                                         |
| 1973 | The Stone Killer                     | Langley              |                                         |
| 1973 | The Laughing Policeman               | Haygood              |                                         |
| 1974 | Bootleggers                          | Othar Pruitt         |                                         |
| 1974 | Mr. Majestyk                         | Bobby Kopas          |                                         |
| 1974 | Freebie and the Bean                 | Whitey               |                                         |
| 1975 | The Drowning Pool                    | Candy                |                                         |
| 1975 | Rooster Cogburn                      | Luke                 |                                         |
| 1976 | Voyage of the Damned                 | Aaron Pozner         |                                         |
| 1977 | Ransom                               | Victor               | Assault on Paradise címen is ismert     |
| 1978 | Tomorrow Never Comes                 | Willy                |                                         |
| 1979 | Love and Bullets                     | Huntz                |                                         |
| 1980 | A mennyország kapuja                 | Mayor Charlie Lezak  |                                         |
| 1983 | Hambone and Hillie                   | Jere                 |                                         |
| 1984 | The Glitter Dome                     | Griswold Veals       | TV Movie                                |
| 1984 | The Paper Chase (TV series)          | Joe Bob Carter       | Season 2, Episode 11: "Burden of Proof" |
| 1985 | The Annihilators                     | Roy Boy Jagger       |                                         |
| 1987 | Caribe                               | Mercenary            |                                         |
| 1988 | A Night in the Life of Jimmy Reardon | Al Reardon           |                                         |
| 1990 | Robot Jox                            | Alexander            |                                         |
| 1990 | Csőre töltve                         | Grimmer              |                                         |
| 1990 | Solar Crisis                         | Haas                 |                                         |
| 1991 | Xtro II: The Second Encounter        | Dr. Alex Summerfield |                                         |
| 1993 | Chained Heat II                      | Franklin Goff        |                                         |
| 1996 | Judge and Jury                       | Lockhart             |                                         |
| 1999 | Inferno – A bűnös város              | Ives                 |                                         |
| 2004 | Y.M.I.                               | Intruder             |                                         |
| 2004 | Breaking the Fifth                   | Himself              |                                         |

## Külső hivatkozások
- Paul Koslo az Internet Movie Database oldalon (angolul)